# Indywidualne Mistrzostwa Wielkiej Brytanii na Żużlu 1969
Indywidualne mistrzostwa Wielkiej Brytanii na żużlu – cykl turniejów żużlowych mających wyłonić najlepszych żużlowców brytyjskich w 1969 roku. Tytuł wywalczył Barry Briggs z Swindon Robins. 

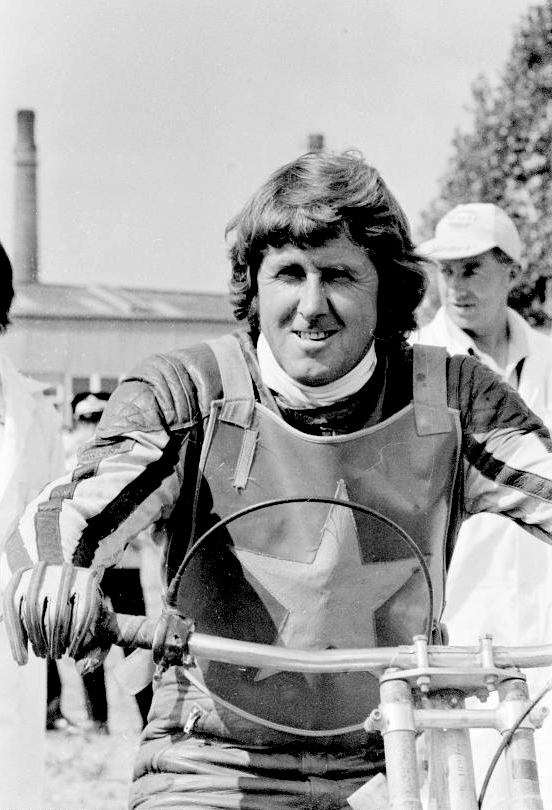
Barry Briggs - mistrz Wielkiej Brytanii 1969

## Wyniki

### Półfinał pierwszy
- 24 czerwca 1969 r. (wtorek),  Leicester

| Msc. | Zawodnik        | Klub                 | Pkt |  |  |
| ---- | --------------- | -------------------- | --- |  |  |
| 1    | Barry Briggs    | Swindon Robins       | 14  |  |  |
| 2    | Charlie Monk    |                      | 11  |  |  |
| 3    | Reg Luckhurst   |                      | 11  |  |  |
| 4    | Jim McMillan    |                      | 10  |  |  |
| 5    | Trevor Hedge    | Wimbledon Dons       | 10  |  |  |
| 6    | Garry Middleton | Newcastle Diamonds   | 9   |  |  |
| 7    | Howard Cole     |                      | 8   |  |  |
| 8    | Norman Hunter   | Wolverhampton Wolves | 8   |  |  |
| 9    | Ronnie Moore    | Wimbledon Dons       | 7   |  |  |
| 10   | Arnold Haley    |                      | 7   |  |  |
| 11   | James Bond      |                      | 7   |  |  |
| 12   | Clive Hitch     |                      | 6   |  |  |
| 13   | Cyril Maidment  |                      | 5   |  |  |
| 14   | Jim Airey       | Sheffield Tigers     | 4   |  |  |
| 15   | Bert Harkins    |                      | 2   |  |  |
| 16   | Colin Gooddy    |                      | 1   |  |  |

Awans: 8+1 do finału

### Półfinał drugi
- 26 czerwca 1969 r. (czwartek),  Sheffield

| Msc. | Zawodnik      | Klub                   | Pkt |  |  |
| ---- | ------------- | ---------------------- | --- |  |  |
| 1    | Ivan Mauger   | Belle Vue Aces         | 14  |  |  |
| 2    | Ray Wilson    | Leicester Lions        | 14  |  |  |
| 3    | Tommy Roper   |                        | 12  |  |  |
| 4    | Nigel Boocock | Coventry Bees          | 11  |  |  |
| 5    | Roy Trigg     | Cradley Heath Heathens | 11  |  |  |
| 6    | Eric Boocock  | Halifax Dukes          | 11  |  |  |
| 7    | Ken McKinlay  | West Ham Hammers       | 7   |  |  |
| 8    | Colin Pratt   | Cradley Heath Heathens | 7   |  |  |
| 9    | Martin Ashby  | Exeter Falcons         | 6   |  |  |
| 10   | Geoff Mudge   |                        | 6   |  |  |
| 11   | Bruce Cribb   | Poole Pirates          | 6   |  |  |
| 12   | Terry Betts   | King’s Lynn Stars      | 5   |  |  |
| 13   | Tony Clarke   |                        | 5   |  |  |
| 14   | Pete Smith    | Poole Pirates          | 3   |  |  |
| 15   | Bob Andrews   | Cradley Heath Heathens | 1   |  |  |
| 16   | John Boulger  | Leicester Lions        | 1   |  |  |

Awans: 8 do finału

### Finał
- 5 sierpnia 1969 r. (wtorek),  Londyn – West Ham

| Msc. | Zawodnik        | Klub                   | Pkt  |  |  |
| ---- | --------------- | ---------------------- | ---- |  |  |
| 1    | Barry Briggs    | Swindon Robins         | 15   |  |  |
| 2    | Nigel Boocock   | Coventry Bees          | 13+3 |  |  |
| 3    | Ronnie Moore    | Wimbledon Dons         | 13+2 |  |  |
| 4    | Ivan Mauger     | Belle Vue Aces         | 11   |  |  |
| 5    | Ken McKinlay    | West Ham Hammers       | 11   |  |  |
| 6    | Howard Cole     |                        | 9    |  |  |
| 7    | Arnold Haley    |                        | 8+3  |  |  |
| 8    | Eric Boocock    | Halifax Dukes          | 8+2  |  |  |
| 9    | Garry Middleton | Newcastle Diamonds     | 8+1  |  |  |
| 10   | Charlie Monk    |                        | 6    |  |  |
| 11   | Martin Ashby    | Exeter Falcons         | 4    |  |  |
| 12   | Trevor Hedge    | Wimbledon Dons         | 4    |  |  |
| 13   | Jim McMillan    |                        | 4    |  |  |
| 14   | Colin Pratt     | Cradley Heath Heathens | 3    |  |  |
| 15   | Ray Wilson      | Leicester Lions        | 2    |  |  |
| 16   | Roy Trigg       | Cradley Heath Heathens | 1    |  |  |
|      | rez. James Bond |                        | 0    |  |  |
|      | Reg Luckhurst   |                        |      |  |  |
|      | Norman Hunter   | Wolverhampton Wolves   |      |  |  |
|      | Tommy Roper     |                        |      |  |  |

Uwaga! Ronnie Moore zastąpił Rega Luckhursta, Arnold Haley - Normana Huntera, Martin Ashby - Tommy’ego Ropera